# Xã Truro, Quận Franklin, Ohio
Xã Truro (tiếng Anh: Truro Township) là một xã thuộc quận Franklin, tiểu bang Ohio, Hoa Kỳ. Năm 2010, dân số của xã này là 26.837 người.